# كرسول عديم الأوراق
كرسول عديم الأوراق (الاسم العلمي:Crassula aphylla) هو نوع نباتي يتبع جنس الكرسول من فصيلة الكرسولية.